# Kat Graham

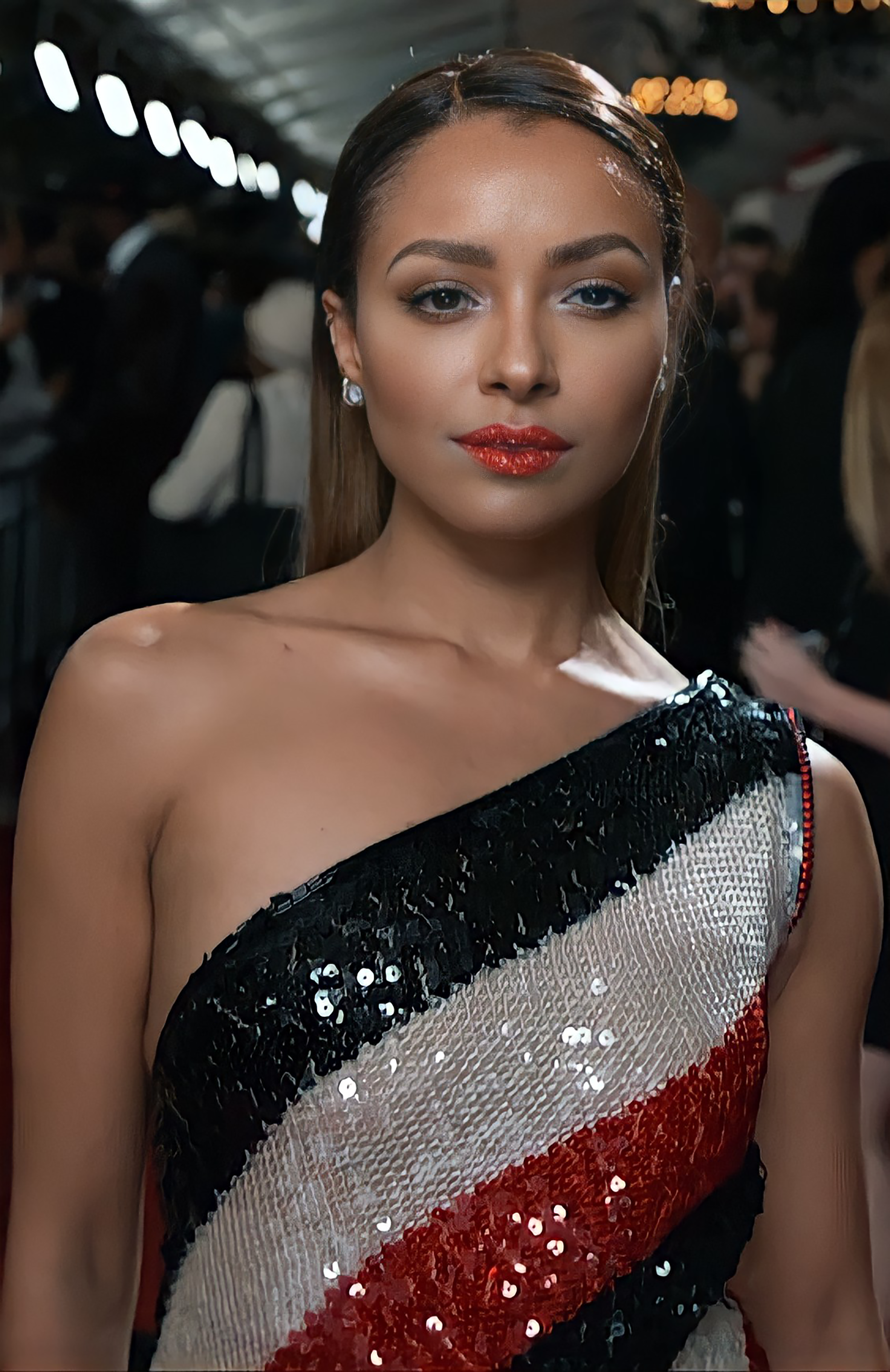
Kat Graham (2017)

Kat Graham, właśc. Katerina Alexandre Hartford Graham (ur. 5 września 1989) – amerykańska aktorka, piosenkarka i producentka. Grała m.in. w serialach Pamiętniki wampirów, Lizzie McGuire, Hannah Montana czy Zwariowany świat Malcolma.

## Życie i kariera
Graham urodziła się w Genewie w Szwajcarii. Jej ojciec, Joseph jest Amerykanoliberyjczykiem, a matka, Natasha jest Żydówką (pół rosyjską i pół polską). Graham uczęszczała do szkoły hebrajskiej z językiem angielskim, hiszpańskim, francuskim, portugalskim i hebrajskim. Ojciec Graham był wykonawcą muzyki. Jej dziadek był przez 40 lat ambasadorem Holandii, Szwecji, Rumunii i Kenii. Graham urodziła się w Genewie, podczas gdy jej ojciec pracował jako dziennikarz w ONZ. Wychowała się w Los Angeles.
W 2010 roku Graham pojawiła się w wideoklipach Biebera i Nelly'ego. W 2011 Katerina wzięła udział w sequelu filmu Honey.
Wydała szereg piosenek m.in. Put Your Graffiti on Me, Heartkiller, Cold Hearted Shake i Sassy.

## Filmografia

### Filmy
| Rok  | Tytuł                                     | Rola                | Uwagi       |
| ---- | ----------------------------------------- | ------------------- | ----------- |
| 1998 | Nie wierzcie bliźniaczkom                 | Jackie              |             |
| 2008 | Our First Christmas                       | Bernie              |             |
| 2009 | Znów mam 17 lat                           | Jamie               |             |
| 2010 | Bleachers                                 | Melanie             |             |
| 2010 | Boogie Town                               | Ingrid              |             |
| 2010 | The Roommate                              | Kim                 |             |
| 2010 | Chicago Pulaski Jones                     | Chaka               |             |
| 2011 | Honey 2                                   | Maria Ramirez       |             |
| 2011 | Dance Fu                                  | Chaka Lovebell      | film DVD    |
| 2012 | Boogie Town                               | Ingrid              |             |
| 2014 | Addicted                                  | Diamond             |             |
| 2015 | Muse                                      | Muse                | krótkometr. |
| 2017 | All Eyez on Me                            | Jada Pinkett        |             |
| 2017 | Where's the Money                         | Alicia              |             |
| 2018 | How It Ends                               | Samantha            |             |
| 2018 | Świąteczny kalendarz (Christmas Calendar) | Abby Sutton         |             |
| 2019 | Zatruta róża (The Poison Rose)            | Rose                |             |
| 2020 | Cesarz (Emperor)                          | Delores             |             |
| 2020 | Bezlitosne miasto (Cut Throat City)       | Demyra              |             |
| 2020 | Prezenty z nieba                          | Erica               |             |
| 2022 | Heatwave                                  | Claire Valens       |             |
| 2022 | Collide                                   | Tamira              |             |
| 2022 | Willa miłości (Love in the Villa)         | Julie Hutton        |             |
| 2022 | Wojownicze Żółwie Ninja: Ewolucja - film  | April O'Neil (głos) |             |

### Telewizja
| Rok       | Tytuł                                    | Rola                  | Uwagi                                        |
| --------- | ---------------------------------------- | --------------------- | -------------------------------------------- |
| 2002      | Lizzie McGuire                           | Posse Member #2       | Odcinek: "You're a Good Man, Lizzie McGuire" |
| 2003      | Życie przede wszystkim                   |                       | Odcinek: "Degeneration"                      |
| 2003      | Zwariowany świat Malcolma                | Aktorka               | Odcinek: "Watching the Baby"                 |
| 2004      | Joan z Arkadii                           | Angela                | Odcinek: "No Bad Guy"                        |
| 2004      | Like Family                              | Dziewczyna            | Odcinek: "Romancing the Home"                |
| 2004      | Uziemieni                                | Dziewczyna            | Odcinek: "Psycho Therapy"                    |
| 2006      | Życie na fali                            | Kim                   | Odcinek: "The Undertow"                      |
| 2006      | CSI: Las Vegas                           | Tisha                 | Odcinek: "Poppin' Tags"                      |
| 2007      | Greek                                    | Dancer                | Odcinek: "The Rusty Nail"                    |
| 2008      | Hannah Montana                           | Allison               | 3 odcinki                                    |
| 2009–2017 | Pamiętniki wampirów                      | Bonnie Bennett        | w głównej osadzie                            |
| 2018-2020 | Rise of the Teenage Mutant Ninja Turtles | April O'Neil (głos)   | 31 odc.                                      |
| 2020-2021 | TrolleTopia                              | Rhythm, Blues (głosy) | 10 odc.                                      |